# B-18轟炸機
道格拉斯B-18「大刀」式轟炸機（Douglas B-18 Bolo）是一款於1930年代中期由道格拉斯飛行器公司按DC-2為藍本改良開發的轟炸機，整體性能並無出眾之處，但她仍然取代了B-10轟炸機作為美軍主要戰術轟炸機運用。但有相當多數量的B-18在1941年12月在日軍偷襲珍珠港時遭炸毀，剩餘的B-18在第二次世界大戰期間服務於美國陸軍航空軍及加拿大皇家空軍，用於海上戰鬥巡邏的轟炸機，並在1942年擊沉過U型潜艇。

## 簡介
1934年，美國陸軍航空隊對外發標要求一款新型轟炸機，以取代剛服役的B-10轟炸機；新轟炸機的要求是需要比現有B-10載彈量與續航力增加兩倍，道格拉斯的計畫是將DC-2的翼展增加1.4公尺、並設計一個較深的機腹容納組員及炸彈艙，並在機鼻、機背、機腹加裝動力槍塔，由於機腹變更設計導致造型上與DC-2有些出入，原本為低單翼設計的DC-2改良後卻變成中單翼設計。隔年，在威爾伯·懷特機場展示時，道格拉斯推出了DB-1型機、與波音299（未來的B-17轟炸機）、馬丁146競標。無論就當時或是後來的看法，波音299就性能而言無疑是那場競標案的贏家，但1935年10月30日波音299原型機的第二次評估飛行時因飛行組員忘了解除飛行控制面的鎖定裝置，在起飛後飛機即快速爬升並失速墜毀。這場意外導致波音299沒有在時限內完成必要的測試科目，也讓DB-1這個「輸家」得到翻身機會，同時相較低廉的造價（波音299在1935年報價為99,620美金）也是經濟大蕭條時期軍方考慮的主因；1936年1月，道格拉斯拿到了美國陸航訂單，並得到B-18的正式編號。
最初道格拉斯獲得的美軍合約含原型機建造了133架B-18，在1937年上半開始交機，採用R-1820引擎。在1937年與1938年，道格拉斯獲得美軍的追加合約，增產177架（1937年合約）+40架（1938年合約），為B-18A，在這三批飛機交貨後，大部分的美國陸航轟炸機飛行隊都配備了B-18系列。但是在1939年，蘇聯的DB-3轟炸機與日本的九六式陸上攻擊機改造的日本號飛機分別進行環球飛行挑戰，蘇聯是從莫斯科到北美、日本則是從東京飛往美國，兩款飛機皆比B-18飛得更高、更遠、搭載載彈量也更大，美軍在知道這些機型的實績，也承認當前它們的主力轟炸機性能已經落伍。並加速四發動機轟炸機的開發計畫。
不過在1941年美國正式與軸心國開戰時，B-18機隊仍是美國陸軍航空隊的主力轟炸機。駐紮太平洋與菲律賓的B-18大量遭到日軍摧毀，本土的B-18則在B-17轟炸機大量換裝後轉移用途，加裝雷達與磁異探測器作為海上巡邏機兼反潛機運用，主要擔負美國本土與加勒比海的偵巡任務，並有擊毀德國U型潛艇之戰果。
除了美軍，1940年加拿大採購了現役的20架B-18A強化海上巡邏與獵潛能量。B-18在美軍中到1943年由性能更佳的B-24轟炸機海上巡邏機衍生型PB4Y給取代，此後退出一線作戰序列，轉用於飛行機組訓練以及運輸任務，戰後作為剩餘軍事物資出清。民間主要用途為貨機與農用機。

## 機型
- DB-1

B-18原型，產量1架。
- B-18

第一批次量產型，使用R-1820發動機，產量131或133架。
- B-18M

拆除了B-18掛彈架的教練機。
- DB-2

道格拉斯將最後一架B-18挪用，在機鼻加裝電力驅動的防禦砲塔，僅改造1架，該設計並無受到後續B-18採用。
- B-18A

廠內代號DB-4，第二批次量產型，產量217架，更換動力提升的R-1820-53引擎。
- B-18AM

B-18A拆除掛彈架的訓練機種。
- B-18B

反潛機型，改裝122架；增裝雷達與磁異偵測器。
- B-18C

反潛機型，改裝2架；機上火器更換為固定式的.50英吋機槍。
- XB-22

換裝R-2600-3發動機（輸出1,600匹馬力）的改良型，因道格拉斯提案製造性能更好的B-23轟炸機後終止計畫，無生產。
- C-58

運輸機型，由B-18A改造，僅改造2架。
- Digby I

加拿大皇家空軍接收B-18A後，改良性能使用的代號。

## 使用國家
- 美国－美國陸軍航空軍
- 加拿大－加拿大皇家空軍
- 巴西－巴西空軍